# Osterdorf (abgegangener Ort)
Osterdorf ist ein abgegangener Ort in Bayern.

## Lage
Osterdorf lag östlich von Kevenhüll im heutigen Landkreis Eichstätt; eine genaue Lokalisierung ist nicht möglich.

## Geschichte
„Osterendorf“ ist erstmals 1080 als Grenzort des Wildbannes zwischen Biberbach und Tegeningen genannt, den Heinrich IV. damals dem Eichstätter Bischof Udalrich verlieh. Am 19. Oktober 1305 wurde der Ort im Gaimersheimer Vertrag dem Bischof zugesprochen. 1306 und 1307 erhielt der Bischof in der Auseinandersetzung mit den Reichslandvögten in Nürnberg auch das Dorfgericht. In der zweiten Hälfte des 14. Jahrhunderts hatte neben dem Bischof auch das Benediktiner-Kloster Plankstetten hier Besitz; später ist davon nicht mehr die Rede. 1407 bestanden im Dorf vier bischöfliche Erbgüter, die dem Oberamt Hirschberg des unteren Hochstifts zinspflichtig waren. 1447 waren drei dieser Güter in den Händen Dietfurter Bürger, wurden also im Nebenbetrieb bewirtschaftet. Nur noch ein Gut wurde von einem Leonhard Kamerlein vor Ort betrieben.
In einer Güterbeschreibung von 1644 wird Osterdorf nicht mehr erwähnt; der Ort ist wohl spätestens im Dreißigjährigen Krieg zugrunde gegangen.